# In the Next Room (or The Vibrator Play)
In the Next Room (or The Vibrator Play) è un'opera teatrale della drammaturga statunitense Sarah Ruhl, debuttata a Berkeley nel 2009. L'anno successivo la pièce fu candidata al Tony Award alla migliore opera teatrale e al Premio Pulitzer per la drammaturgia. La commedia racconta di un ginecologo che cura l'isteria con i vibratori nella New York del 1880.

## Trama
New York, 1880. Sabrina Daldry e Catherine Givings sono sessualmente insoddisfatte dai mariti, che le penetrano sporadicamente, al buio e sempre nella posizione del missionario. La signora Daldry comincia a soffrire di "isteria" e il marito la porta dal Dottor Givings, un ginecologo, che la cura con un vibratore. La terapia giova a Catherine, specialmente quando l'orgasmo le viene provocato manualmente da Annie, l'infermiera, per cui comincia anche a nutrire dei sentimenti.
Intanto Catherine Givings, frustrata dall'anaffettività del marito e dal fatto che l'amata figlia Lottie debba essere allattata da una balia, Elizabeth, dato che lei non produce abbastanza latte. La tensione tra i personaggi raggiunge l'apice quando un giovane artista inglese, Leo Irving, comincia a farsi curare dal dottor Givings. Catherine si innamora di lui, che però è interessato ad Elisabeth. Dopo essere stata dipinta da Irving come una Madonna con bambino, Elizabeth lascia il lavoro dai Givings. Prima di andare, Catherine e Sabrina, che sono diventate amiche, le raccontano delle loro esperienze con il vibratore ed Elizabeth racconta, con loro grande stupore, che quelle sono le sensazioni che si provano quando si fa sesso con il proprio marito.
Irving e la signora Daldry terminano la loro terapia e i Givings decidono di riprovare a contruire un rapporto più saldo, profondo e soddisfacente. Provando la posizione dell'amazzone con il marito, Catherine viene per la prima volta.

## Produzioni
La pièce debuttò al Berkeley Repertory Theatre il 5 febbraio 2009 e rimase in cartellone fino al 15 marzo con la regia di Les Waters. La prima newyorchese della commedia avvenne al Lyceum Theatre di Broadway (prodotta dal Lincoln Center) il 19 novembre del 2009 e rimase in scena per 60 repliche. Waters curava ancora la regia, mentre il cast annoverava Laura Benanti, Michael Cerveris, Quincy Tyler Bernstine, Maria Dizzia, Thomas Jay Ryan, Wendy Rich Stetson e Chandler Williams. La produzione fu candidata a tre Tony Award, migliore opera teatrale, migliori costumi e migliore attrice non protagonista in un'opera teatrale.